# Bart Saelens
Bart Saelens is een fictief personage uit de misdaadromans van de Vlaamse auteur Pieter Aspe. Hij is een terugkerende figuur in de populaire boekenreeks rond hoofdinspecteur Pieter Van In, en verscheen ook in de gelijknamige televisieserie Aspe, uitgezonden op VTM.

## Rol in de boeken en televisieserie
Bart Saelens wordt in de boeken en de tv-reeks opgevoerd als eerste inspecteur bij de politie van Brugge. Hij maakt deel uit van het rechercheteam dat onder leiding staat van Pieter Van In. Saelens wordt gekarakteriseerd als een loyale, toegewijde en ervaren politieman. Doorheen de reeks assisteert hij Van In en Versavel bij het oplossen van diverse misdrijven in en rond Brugge.

### Loopbaan
Saelens is effectief actief als eerste inspecteur bij de politiezone Brugge. Hij was ook betrokken bij dierenwelzijn: zo was hij medeverantwoordelijk voor de oprichting van de dierenpolitie in Brugge. Daarnaast behaalde hij meerdere brevetten inzake dierenwelzijn en werkte hij samen met Dierenwelzijn Vlaanderen tussen 2019 en 2024 waarna hij, als lid van de dierenpolitie, deze functie stopte.